# Antonín Boček
Antonín Boček (20. května 1802, Bystřice nad Pernštejnem – 13. ledna 1847, Brno) byl moravský archivář a historik.

## Život
Po studiích na gymnáziu v Těšíně, Znojmě a Brně studoval filosofii u piaristů v Litomyšli a opět v Brně, práva na vídeňské univerzitě (1822–24) nedokončil a začal se věnovat učitelství. Kariéru započal na brněnském gymnáziu roku 1824 a na tomto působišti setrval do roku 1826, kdy se stal vychovatelem a domácím učitelem v hraběcí rodině Mittrowských na zámku v Dolní Rožínce. Později se ucházel o profesuru, ale nedosáhl jí, takže roku 1828 přijal místo úředníka v registratuře Moravskoslezského gubernia, nejvyššího úřadu státní správy na Moravě. Jeho prvořadým úkolem bylo pokračovat po zesnulém Janu Petru Cerronim (1753-1826), guberniálním sekretáři, historiku a neúnavném sběrateli historických materiálů, v pořádání archivů celkem 59 zrušených moravských klášterů, přičemž se poprvé podrobněji obeznámil s důležitými prameny, což se mu později hodilo také při práci na diplomatáři. V této době se seznámil s historikem a topografem, rajhradským benediktinem Řehořem Wolným (1793-1871), pod jehož vlivem se začal hlouběji zajímat o moravskou historii a publikovat vlastní stati.
Roku 1830 přešel do univerzitní knihovny v Olomouci, ale již v následujícím roce se stal prvním profesorem české řeči a literatury na tamní stavovské akademii. To mu usnadnilo přístup do kapitulního a arcibiskupského archivu, odkud načerpal mnoho důležitých materiálů pro moravské dějiny.
16. června 1837 schválil císař Ferdinand I. jmenování A. Bočka moravským zemským historiografem, 3. 7. 1839 byl pak jmenován stavovským zemským archivářem, čímž de facto začínají i samotné dějiny Moravského zemského archivu.
Za podpory moravské šlechty započal záhy v rozsáhlé a pilné činnosti, tkvící mj. ve výzkumu množství archivů domácích i zahraničních, podnikal výzkumné cesty a shromažďoval tak primární prameny k moravským dějinám, ukládané v zemském archivu. Pomáhalo mu přitom několik kopistů, opisujících pro něj historické materiály, pořizujících regesty, seznamy či shromažďujících informace o jednotlivých archivech a archiváliích. Podobné zprávy vyžádal si A. Boček od představitelů měst, obcí, far nebo i soukromých osob, aby získal co nejpodrobnější informace o archiváliích v různých archivech tehdy ještě namnoze soukromých a běžně nepřístupných.
Hlavním spolupracovníkem mu byl od roku 1841 Josef Chytil (1812-1861), jeho pozdější nástupce v úřadu zemského archiváře.
Výsledkem Bočkovy heuristiky je bohatá sbírka, čítající 12 308 opisů i originálů listin, 769 starých českých knih a paleotypů, 162 knih a paleotypů německých a latinských, a konečně i 175 rukopisných kodexů. Sbírka je dnes uložena v Moravském zemském archivu v Brně.
Spíše ze soukromého zájmu vzešla bohatá sbírka mincí.
Antonín Boček bydlel v Brně v Mečové ulici a právě tam, na schodech svého bydliště, počátkem r. 1847 uklouzl a při pádu si zlomil nohu. Z následných zdravotních komplikací se vyvinula embolie, patrně v jejím důsledku byl pak raněn mrtvicí a 11. ledna 1847 zemřel.

## Dílo
Odborná historická činnost A. Bočka, jak již výše nastíněno, orientovala se především na dějiny Moravy. V době, kdy působil ve službách rodu Mittrowských, sepsal (německy) první svou významnější práci – Die Pernsteine – kde se pokusil o podání souborné historie hradu Pernštejna a jeho vlastníků.
Ceněna byla přínosná práce Mähren unter dem König Rudolf I. (1838; Morava za Rudolfa I.), kde si erudovaně a neotřele všímal pětiletého interregna 1278-1283, dějinné kapitoly, v níž se Morava dostala poprvé pod nadvládu Habsburků. Roku 1841 zveřejnil studii O vítězi nad Mongoly, tematicky čerpající z mongolského vpádu na Moravu roku 1241. Studie vyšla jako součást díla Vpád Mongolů do Moravy od Aloise Vojtěcha Šembery (1807-1882), mj. Bočkova nástupce na olomoucké akademii.
Posmrtně byl roku 1850 vydán ne zcela úplný Přehled knížat a markrabat a jiných nejvyšších důstojníků zemských v markrabství Moravském jako příručka vhodná i pro dějiny správy.
Největší Bočkův význam tkví však ve vydávání tzv. moravského diplomatáře – Codex diplomaticus et epistolaris Moraviae (zkratka CDM, Soubor listin a listů moravských), kde zpřístupňoval ve formě opisů středověký listinný materiál k moravským dějinám jako základní příručku historiografického bádání, čímž zrealizoval již v 18. století. se objevující myšlenku na sestavení podobného díla a zároveň předběhl české vědce ve vydávání diplomatáře o více než šedesát roků. Finance poskytl jeho někdejší zaměstnavatel, hrabě Antonín Bedřich Mittrowský.
Sám A. Boček vydal první čtyři svazky diplomatáře – I. sv., zahrnující léta 396 (převzal ze sv. Augustina) – 1199, roku 1836; II. sv. zahrnující léta 1200-1240, roku 1839; III. sv. zahrnující léta 1241-1267, roku 1841 a IV. svazek zahrnující léta 1268-1293, roku 1845. Pátý svazek pro léta 1294-1306 vyšel roku 1850 a po Bočkově smrti jej dokončil (za použití Bočkem připraveného materiálu) Josef Chytil. I. – IV. svazek diplomatáře vyšel v Olomouci a edičním jazykem byla latina, od V. svazku přenesl J. Chytil vydávání do Brna a edičním jazykem se stala němčina.
Chvat v práci byl však příčinou řady nedostatků – neuváděl signatury, spoléhal se v některých případech na nepřesné opisy, chybí bližší diplomatické, paleografické a sfragistické zpracování. Kvůli kvapné heuristice i nemožnosti prostudovat důkladně všechny archivy, nezařadil do diplomatáře všechen materiál, což částečně napravil pokračovatel Josef Chytil společně s ředitelem moravského zemského archivu Petrem Chlumeckým (1825-1863) v VII. svazku diplomatáře, jenž přinesl doplňky k svazkům Bočkovým.
Zřejmě vlastenectví, celková atmosféra doby a také snahy o doplnění chybějících pramenů vedly A. Bočka k falzátorství – do diplomatáře zařadil několik vlastních padělků listin, jimiž se snažil doplnit prameny tam, kde se nedochovaly či snad nikdy neexistovaly. Kryl se přitom autoritou moravského obrozeneckého historika Josefa Vratislava Monsea (1733-1793) a předstíral, že některé dokumenty nalezl v jeho pozůstalosti. Bočkův úmysl jistě nebyl zlý,[zdroj?] ale vedl ke značné degradaci diplomatáře zvláště po odhalení falz – na první záhy upozorňovali další vydavatelé diplomatáře, moravští zemští archiváři Vincenc Brandl (1834-1901) a jeho nástupce Berthold Bretholz (1862-1936), podrobně se jimi zabýval a důsledně je odhalil historik a diplomatik, profesor Masarykovy univerzity dr. Jindřich Šebánek (1900-1977) – výsledky shrnul v díle Moderní padělky v moravském diplomatáři Bočkově (1936). K odhalení falz přispěla do jisté míry Bočkova náhlá smrt, neboť nestačil zahladit stopy po své falzátorské činnosti, které později v jeho pozůstalosti nalezl a identifikoval právě J. Šebánek. Přesto nelze popřít, že Bočkův diplomatář byl dílem převratným a průkopnickým, které ještě dlouho poté nenalezlo obdoby a stalo se vítanou pomůckou v práci mnoha historiků u nás i v zahraničí. Připomenout si zaslouží také maximální úsilí, které A. Boček své práci vždy věnoval, a to leckdy za obtížných podmínek.
První tři svazky CDM jsou již dnes nicméně zastaralé a nahrazeny vědecky přesnější a propracovanější edicí Codex diplomaticus et epistolaris regni Bohemiae, svazky I–V.